# Stazione meteorologica di Nicosia
La stazione meteorologica di Nicosia è la stazione meteorologica di riferimento relativa alla località di Nicosia.

## Coordinate geografiche
La stazione meteo si trova nell'Italia insulare, in Sicilia, in provincia di Enna, nel comune di Nicosia, a 800 metri s.l.m. e alle coordinate geografiche 37°45′N 14°24′E.

## Dati climatologici
In base alla media trentennale di riferimento 1961-1990, la temperatura media del mese più freddo, gennaio, si attesta a +4,4 °C; quella del mese più caldo, agosto, è di +22,1 °C.
Le precipitazioni medie annue si aggirano sui 650 mm, distribuite mediamente in 75 giorni: il minimo si ha tra la primavera inoltrata e l'inizio dell'estate, mentre il picco si verifica tra l'autunnale e l'inverno .
| Nicosia             | Mesi | Mesi | Mesi | Mesi | Mesi | Mesi | Mesi | Mesi | Mesi | Mesi | Mesi | Mesi | Stagioni | Stagioni | Stagioni | Stagioni | Anno |
| Nicosia             | Gen  | Feb  | Mar  | Apr  | Mag  | Giu  | Lug  | Ago  | Set  | Ott  | Nov  | Dic  | Inv      | Pri      | Est      | Aut      | Anno |
| ------------------- | ---- | ---- | ---- | ---- | ---- | ---- | ---- | ---- | ---- | ---- | ---- | ---- | -------- | -------- | -------- | -------- | ---- |
| T. max. media (°C)  | 6,6  | 7,5  | 9,2  | 12,1 | 17,5 | 22,6 | 26,2 | 26,6 | 22,5 | 17,1 | 12,3 | 8,4  | 7,5      | 12,9     | 25,1     | 17,3     | 15,7 |
| T. min. media (°C)  | 2,1  | 2,8  | 3,6  | 5,7  | 10,3 | 14,4 | 17,2 | 17,6 | 14,7 | 10,9 | 6,8  | 3,7  | 2,9      | 6,5      | 16,4     | 10,8     | 9,2  |
| Precipitazioni (mm) | 78   | 56   | 71   | 49   | 39   | 22   | 7    | 19   | 38   | 82   | 74   | 106  | 240      | 159      | 48       | 194      | 641  |
| Giorni di pioggia   | 9    | 9    | 9    | 7    | 4    | 3    | 1    | 2    | 5    | 7    | 8    | 11   | 29       | 20       | 6        | 20       | 75   |